# Districte de České Budějovice
El districte de České Budějovice - (txec) Okres České Budějovice - és un districte de la regió de Bohèmia Meridional, a la República Txeca. La capital és České Budějovice.

## Llista de municipis
Adamov -
Bečice -
Borek -
Borovany -
Borovnice -
Boršov nad Vltavou -
Bošilec -
Branišov -
Břehov -
Čakov -
Čejkovice -
Čenkov u Bechyně -
České Budějovice -
Čížkrajice -
Chotýčany -
Chrášťany -
Dasný -
Dívčice -
Dobrá Voda u Českých Budějovic -
Dobšice -
Dolní Bukovsko -
Doubravice -
Doudleby -
Drahotěšice -
Dražíč -
Dříteň -
Dubičné -
Dubné -
Dynín -
Habří -
Hartmanice -
Heřmaň -
Hlavatce -
Hlincová Hora -
Hluboká nad Vltavou -
Homole -
Horní Kněžeklady -
Horní Stropnice -
Hosín -
Hosty -
Hradce -
Hranice -
Hrdějovice -
Hůry -
Hvozdec -
Jankov -
Jílovice -
Jivno -
Kamenná -
Kamenný Újezd -
Komařice -
Kvítkovice -
Ledenice -
Libín -
Libníč -
Lipí -
Lišov -
Litvínovice -
Ločenice -
Mazelov -
Mladošovice -
Modrá Hůrka -
Mokrý Lom -
Mydlovary -
Nákří -
Nedabyle -
Neplachov -
Nová Ves -
Nové Hrady -
Olešnice -
Olešník -
Ostrolovský Újezd -
Petříkov -
Pištín -
Planá -
Plav -
Radošovice -
Římov -
Roudné -
Rudolfov -
Sedlec -
Ševětín -
Slavče -
Srubec -
Staré Hodějovice -
Štěpánovice -
Strážkovice -
Strýčice -
Střížov -
Svatý Jan nad Malší -
Temelín -
Trhové Sviny -
Týn nad Vltavou -
Úsilné -
Včelná -
Vidov -
Vitín -
Vlkov -
Vrábče -
Vráto -
Všemyslice -
Záboří -
Žabovřesky -
Zahájí -
Žár -
Závraty -
Žimutice -
Zliv -
Zvíkov